# Миколаїв (муніципальний баскетбольний клуб)
МБК «Миколаїв» — муніципальний баскетбольний клуб Миколаєва. МБК «Миколаїв» — один із найстаріших клубів із 50-річною історією, єдиний із клубів Суперліги, який брав участь у всіх офіційних чемпіонатах країни.

## Історія
Минулі назви:
- 1972–1977: «Спартак» (Миколаїв)
- 1977–1993: МКІ (Миколаїв)
- 1993–1994: «Корабел» (Миколаїв)
- 1995–2000: СК «Миколаїв»
- з 2000: МБК «Миколаїв»

Професійна баскетбольна команда була створена в місті Миколаєві в 1967 році з ініціативи  Віктора Боженара. Будучи гравцем місцевої аматорської команди при миколаївських підприємствах  ПТЗ «Зоря» і СПБ «Машпроект», він разом з товаришами в 1976 році добився переходу всього колективу в спорттовариство «Спартак»
. У 1971 миколаївський «Спартак» впевнено вийшов у першу лігу чемпіонату СРСР. У 1973 році керівництво Спартака стало замислюватися про вищу лігу, у зв'язку з цим місту потрібен був великий сучасний зал. Так почалося будівництво спортшколи «Надежда», у якій миколаївці проводять свої поєдинки досі.
У жовтні 1991 року в Миколаєві відбувся останній в історії чемпіонат УРСР. В одноколовому турнірі взяло участь шість команд, при цьому головний фаворит змагань київський Будівельник останні республіканські змагання вирішив проігнорувати заради поїздки на черговий комерційний турнір за кордон. У підсумку миколаївський МКІ під керівництвом Геннадія Защука та його асистента Віталія Лебединцева став останнім чемпіоном УРСР з баскетболу.
Станом на 24 вересня 2012 року, у рамках регулярного сезону чемпіонатів незалежної України МБК Миколаїв зіграв 760 матчів (402 перемоги, 358 поразок). У кошик суперника закинуто 65 027 очок, а пропущено 61 801 очко.
У плей-оф зіграно 106 матчів — 49 перемог, 57 поразок. У кошик суперника закинуто 8 633 очка, а пропущено 8 821 очко.
Загалом включаючи усі офіційні ігри чемпіонатів України, починаючи з 1992 року, без урахування кубка України і єврокубків, МБК «Миколаїв» зіграв всього 866 матчів (451 перемога — 415 поразок. Забито 73 630 очок, пропущено 70 622 очка.

## Досягнення

### Україна
- Срібний призер чемпіонату України: 1992.
- Бронзовий призер чемпіонату України: 1993, 1998.
- Фіналіст Кубка України: 1998.

### СРСР
- Чемпіон УРСР: 1991.
- Учасник Вищої ліги чемпіонату СРСР — 1976/1977, 1989/1990.

## Статистика сезонів
| МБК Миколаїв |           |    |    |    |    |      | | |                     |
| 1992         | Суперліга | 2  | 28 | 21 | 7  | .750 | | | Защук Геннадій      |
| 1992-93      | Суперліга | 3  | 28 | 18 | 10 | .643 | | | Защук Геннадій      |
| 1993–94      | Суперліга | 6  | 44 | 24 | 20 | .545 | | | Защук Геннадій      |
| 1994–95      | Суперліга | 5  | 48 | 24 | 24 | .500 | | | Защук Геннадій      |
| 1995–96      | Суперліга | 7  | 20 | 7  | 13 | .350 | | | Берестнєв Валентин  |
| 1996–97      | Суперліга | 6  | 28 | 10 | 18 | .357 | | | Берестнєв Валентин  |
| 1997–98      | Суперліга | 3  | 32 | 19 | 13 | .594 | 1/2 фіналу: БІПА- Мода 68–85; 94–68; 81–69                                                                                       | | Берестнєв Валентин  |
| 1998–99      | Суперліга | 4  | 36 | 27 | 9  | .750 | 1/2 фіналу: БІПА- Мода 68–85; 94–68; 81–69 3-місце: Будівельник 60-64; 79-76; 74-68;70-75; 98-88                                 | 1/2 фіналу: Будівельник 68-84 Фінал: СКА Київ 71-47                                                       | Берестнєв Валентин  |
| 1999–00      | Суперліга | 4  | 40 | 22 | 18 | .550 | 1/4 фіналу: Шахтар 66–71; 82–96 1/2 фіналу: Київ 71-61; 92-78 3-місце: СКА Київ 79-76; 76-71; 60-68; 92-69                       | | Берестнєв Валентин  |
| 2000–01      | Суперліга | 4  | 44 | 27 | 17 | .614 | 1/4 фіналу: Будівельник 73-90; 111:92; 58-76 1/2 фіналу: Київ 103-85; 78-80; 95-68 3-місце: Азовмаш 91-82; 77-96; 109-78; 117-91 | | Берестнєв Валентин  |
| 2001–02      | Суперліга | 4  | 44 | 25 | 19 | .568 | 1/4 фіналу: Пульсар 68-75; 71-80 1/2 фіналу: Одеса 111-65; 111-69 3-місце: Азовмаш 109-84; 115-100; 108-87                       | | Берестнєв Валентин  |
| 2002–03      | Суперліга | 4  | 40 | 23 | 17 | .575 | 1/4 фіналу: Пульсар 69-79; 83-97 1/2 фіналу: Азовмаш 91-89; 87-50; 91-76 3-місце: Київ 90-68; 83-70; 67-74; 91-75                | | Берестнєв Валентин  |
| 2003–04      | Суперліга | 5  | 44 | 23 | 21 | .523 | 1/4 фіналу:Хімік 90-72; 69-90; 84-71                                                                                             | | Берестнєв Валентин  |
| 2004–05      | Суперліга | 6  |    |    |    | –    | | | Берестнєв Валентин  |
| 2005–06      | Суперліга | 6  |    |    |    | –    | | | Берестнєв Валентин  |
| 2006–07      | Суперліга |    |    |    |    | –    | | | Берестнєв Валентин  |
| 2007–08      | Суперліга | 6  | 22 | 10 | 12 | .455 | 1/4 фіналу:Хімік 71-63; 94-66; 74-87; 71-81; 69-63                                                                               | | Берестнєв Валентин  |
| 2008–09      | Суперліга | 5  | 28 | 12 | 16 | .429 | 1/4 фіналу:Хімік 76-65; 80-60; 71-86; 93-78                                                                                      | 1/8 фіналу: ДВЕП 127-90; 20-0 1/4 фіналу: Хімік 72-77; 101-73                                             | Берестнєв Валентин  |
| 2009–10      | Суперліга | 9  | 26 | 13 | 13 | .500 | | 1/8 фіналу:Галичина 78-89; 83-74 1/4 фіналу: Київ 80-74; 78-71                                            | Берестнєв Валентин  |
| 2010–11      | Суперліга | 5  | 48 | 28 | 20 | .483 | | | Берестнєв Валентин  |
| 2011–12      | Суперліга | 12 | 39 | 11 | 28 | .282 | | | Берестнєв Валентин  |
| 2012–13      | Суперліга | 10 | 16 | 23 | 28 | .410 | | | Агріс Гальвановскіс |
| 2013–14      | Суперліга | 7  | 26 | 13 | 13 | .500 | 1/4 фіналу: Будівельник 93-69; 90-68                                                                                             | | Агріс Гальвановскіс |
| 2014–15      | Суперліга | 7  | 30 | 11 | 19 | .367 | 1/4 фіналу: Дніпро 85-60; 101-52; 75-73                                                                                          | 1/4 фіналу: Хімік 85-51; 86-33                                                                            | Агріс Гальвановскіс |
| 2015–16      | Суперліга | 6  | 32 | 14 | 18 | .438 | 1/4 фіналу: Черкаські Мавпи 73-66; 68-64; 52-68                                                                                  | 1/4 фіналу: Черкаські Мавпи 20-0; 20-0                                                                    | Сергей Кирлан       |
| 2016–17      | Суперліга | 7  | 29 | 11 | 18 | .379 | 1/4 фіналу: Хімік 95-67; 96-95                                                                                                   | 1/8 фіналу: Волиньбаскет 52-65; 70-73 1/4 фіналу: Хімік 82-65; 99-62                                      | Сергей Кирлан       |
| 2017–18      | Суперліга | 4  | 28 | 10 | 18 | .357 | 1/4 фіналу: Будівельник 63-82; 50-53 1/2 фіналу: Черкаські Мавпи 91-78; 83-54; 59-57 3-місце: Хімік 71-60; 100-92; 68-66         | 1/8 фіналу: БІПА 82-81; 74-66                                                                             | Полях Володимир     |
| 2018–19      | Суперліга | 5  | 28 | 13 | 15 | .464 | 1/4 фіналу: Київ-Баскет 82-70; 94-103; 83-73                                                                                     | 1/8 фіналу: Миколаїв 2 58-118; 50-124 1/4 фіналу: Одеса 100-58; 82-94                                     | Черній Віталій      |
| 2019–20      | Суперліга | 7  | 26 | 8  | 18 | .308 | | 1/16 фіналу: Калуш 41-88; 51-94 1/8 фіналу: Кривий Ріг 53-89; 80-84 1/4 фіналу: Київ-Баскет 88-104; 98-78 | Черній Віталій      |
| 2020–21      | Суперліга | 11 | 40 | 7  | 33 | .175 | | 1/8 фіналу: БІПА 78-106; 54-102 1/4 фіналу: Дніпро 91-105 1/2 фіналу: Будівельник 82-71                   | Берестнєв Валентин  |
| 2021–22      | Суперліга | 12 | 29 | 6  | 23 | .175 | | 1/8 фіналу: Тернопіль-ТНЕУ 97-75                                                                          | Черній Віталій      |

## Склад команди в сезоні 2021 — 2022
| Гравець             | Позиція   | Рік народження | Зріст  | Вага   |
| ------------------- | --------- | -------------- | ------ | ------ |
| Трой Барні          | Форвард   | 1989           | 201 см | 97 кг  |
| Ігор Дубоненко      | Захисник  | 1998           | 197 см | 87 кг  |
| Ілля Жуковський     | Форвард   | 1993           | 203 см | 100 кг |
| Вадим Заплотинський | Форвард   | 1997           | 200 см | 88 кг  |
| Андрій Кальніченко  | Форвард   | 1986           | 201 см | 95 кг  |
| Андрій Кожемякін    | Захисник  | 1996           | 190 см | 85 кг  |
| Богдан Лук'ян       | Захисник  | 1995           | 183 см | 77 кг  |
| Прентісс Ніксон     | Захисник  | 1997           | 183 см | 78 кг  |
| Олексій Онуфрієв    | Форвард   | 1982           | 200 см | 95 кг  |
| Матей Радуніч       | Центровий | 1996           | 211 см | 98 кг  |
| Олександр Тіщенко   | Центровий | 1989           | 206 см | 110 кг |
| Андре Вокер         | Захисник  | 1993           | 180 см | 75 кг  |
| Андрій Хохоник К    | Захисник  | 1997           | 188 см | 80 кг  |

## Гравці і тренери

### Відомі гравці
| - Володимир Полях - Геннадій Дідріхс - Володимир Родовинський - Олександр Чаусов - Олексій Онуфрієв - Андрій Хохоник - Онуфрієв Олексій - Максим Луценко - Антон Давидюк - Віталій Зотов |

### Легіонери
| - Ден Макклінток - Жигімантас Йонушас - Терренс Оглсбі - Раймондс Вайкулис - Джастін Лав - Андріус Мажутіс - Юріс Умбрашко - Брайан Грін - Джеймс Г'юз - Діонте Вон - Джером Колмен - Двейн Мітчелл - Ентоні Шейвіс - Джош Майо - Мартінс Кравченко - Кріс Фейбер - Кшиштоф Шубарга - Матео Кеджо - Кевін Брістол - Кіт Садо Омоера - Квентін Ле'вель Петерсон - Райан Джеймс Андерсон - Дарнелл Едж - Вільям Гудвін - Нейтан Едріан - Зейд Герст - Андре Волкер - Воллі Трістін - Матей Радуніч - Моріс Крік |

### Визначні тренери
| - Геннадій Защук (1976—1995) - Валентин Берестнєв (1995—2012) (2020-2021) - Агріс Гальвановскіс (2012-2015) - Сергій Кирлан (2015-2017) - Володимир Полях (2017—2018) - Віталій Черній (2018-2020) (2021-2022) |